# 2021-es Formula–1 portugál nagydíj
A portugál nagydíj volt a 2021-es Formula–1 világbajnokság harmadik futama, amelyet 2021. április 30. és május 2. között rendeztek meg a portugáliai Algarve International Circuit versenypályán, Portimãoban.

## Választható keverékek
| Abroncs              | Friss | Használt |
| -------------------- | ----- | -------- |
| Kemény keverék (C1)  |       |          |
| Közepes keverék (C2) |       |          |
| Lágy keverék (C3)    |       |          |
| Átmeneti esőgumi (I) |       |          |
| Teljes esőgumi (W)   |       |          |

## Szabadedzések

### Első szabadedzés
A portugál nagydíj első szabadedzését április 30-án, pénteken délután tartották, magyar idő szerint 12:30-tól.
| helyezés | versenyző        | csapat/motor          | elért idő | különbség | futott kör |
| -------- | ---------------- | --------------------- | --------- | --------- | ---------- |
| 1        | Valtteri Bottas  | Mercedes              | 1:19,648  | −         | 30         |
| 2        | Max Verstappen   | Red Bull-Honda        | 1:19,673  | +0,025    | 22         |
| 3        | Sergio Pérez     | Red Bull-Honda        | 1:19,846  | +0,198    | 21         |
| 4        | Charles Leclerc  | Ferrari               | 1:19,884  | +0,236    | 26         |
| 5        | Lewis Hamilton   | Mercedes              | 1:19,967  | +0,319    | 31         |
| 6        | Pierre Gasly     | AlphaTauri-Honda      | 1:20,444  | +0,796    | 30         |
| 7        | George Russell   | Williams-Mercedes     | 1:20,529  | +0,881    | 28         |
| 8        | Lando Norris     | McLaren-Mercedes      | 1:20,635  | +0,987    | 25         |
| 9        | Carlos Sainz Jr. | Ferrari               | 1:20,680  | +1,032    | 26         |
| 10       | Esteban Ocon     | Alpine-Renault        | 1:20,800  | +1,152    | 26         |
| 11       | Lance Stroll     | Aston Martin-Mercedes | 1:20,894  | +1,246    | 28         |
| 12       | Daniel Ricciardo | McLaren-Mercedes      | 1:20,995  | +1,347    | 30         |
| 13       | Cunoda Júki      | AlphaTauri-Honda      | 1:21,090  | +1,442    | 27         |
| 14       | Fernando Alonso  | Alpine-Renault        | 1:21,303  | +1,655    | 30         |
| 15       | Kimi Räikkönen   | Alfa Romeo-Ferrari    | 1:21,381  | +1,733    | 24         |
| 16       | Sebastian Vettel | Aston Martin-Mercedes | 1:21,405  | +1,757    | 30         |
| 17       | Callum Ilott     | Alfa Romeo-Ferrari    | 1:21,806  | +2,158    | 21         |
| 18       | Mick Schumacher  | Haas-Ferrari          | 1:21,939  | +2,291    | 28         |
| 19       | Nicholas Latifi  | Williams-Mercedes     | 1:22,293  | +2,645    | 28         |
| 20       | Nyikita Mazepin  | Haas-Ferrari          | 1:24,224  | +4,576    | 28         |

### Második szabadedzés
A portugál nagydíj második szabadedzését április 30-án, pénteken délután tartották, magyar idő szerint 16:00-tól.
| helyezés | versenyző          | csapat/motor          | elért idő | különbség | futott kör |
| -------- | ------------------ | --------------------- | --------- | --------- | ---------- |
| 1        | Lewis Hamilton     | Mercedes              | 1:19,837  | −         | 33         |
| 2        | Max Verstappen     | Red Bull-Honda        | 1:19,980  | +0,143    | 26         |
| 3        | Valtteri Bottas    | Mercedes              | 1:20,181  | +0,344    | 28         |
| 4        | Carlos Sainz Jr.   | Ferrari               | 1:20,197  | +0,360    | 33         |
| 5        | Fernando Alonso    | Alpine-Renault        | 1:20,220  | +0,383    | 32         |
| 6        | Esteban Ocon       | Alpine-Renault        | 1:20,235  | +0,398    | 31         |
| 7        | Charles Leclerc    | Ferrari               | 1:20,360  | +0,523    | 33         |
| 8        | Daniel Ricciardo   | McLaren-Mercedes      | 1:20,418  | +0,581    | 31         |
| 9        | Lance Stroll       | Aston Martin-Mercedes | 1:20,427  | +0,590    | 31         |
| 10       | Sergio Pérez       | Red Bull-Honda        | 1:20,516  | +0,679    | 28         |
| 11       | Pierre Gasly       | AlphaTauri-Honda      | 1:20,558  | +0,721    | 34         |
| 12       | Lando Norris       | McLaren-Mercedes      | 1:20,757  | +0,920    | 28         |
| 13       | George Russell     | Williams-Mercedes     | 1:20,976  | +1,139    | 32         |
| 14       | Cunoda Júki        | AlphaTauri-Honda      | 1:21,053  | +1,216    | 33         |
| 15       | Sebastian Vettel   | Aston Martin-Mercedes | 1:21,074  | +1,237    | 32         |
| 16       | Kimi Räikkönen     | Alfa Romeo-Ferrari    | 1:21,225  | +1,388    | 22         |
| 17       | Antonio Giovinazzi | Alfa Romeo-Ferrari    | 1:21,238  | +1,401    | 32         |
| 18       | Mick Schumacher    | Haas-Ferrari          | 1:21,537  | +1,700    | 29         |
| 19       | Nicholas Latifi    | Williams-Mercedes     | 1:21,855  | +2,018    | 31         |
| 20       | Nyikita Mazepin    | Haas-Ferrari          | 1:22,638  | +2,801    | 28         |

### Harmadik szabadedzés
A portugál nagydíj harmadik szabadedzését május 1-jén, szombaton délután tartották, magyar idő szerint 13:00-tól.
| helyezés | versenyző          | csapat/motor          | elért idő | különbség | futott kör |
| -------- | ------------------ | --------------------- | --------- | --------- | ---------- |
| 1        | Max Verstappen     | Red Bull-Honda        | 1:18,489  | −         | 21         |
| 2        | Lewis Hamilton     | Mercedes              | 1:18,725  | +0,236    | 21         |
| 3        | Valtteri Bottas    | Mercedes              | 1:18,820  | +0,331    | 19         |
| 4        | Sergio Pérez       | Red Bull-Honda        | 1:18,840  | +0,351    | 25         |
| 5        | Esteban Ocon       | Alpine-Renault        | 1:18,860  | +0,371    | 19         |
| 6        | Charles Leclerc    | Ferrari               | 1:19,001  | +0,512    | 23         |
| 7        | Carlos Sainz Jr.   | Ferrari               | 1:19,050  | +0,561    | 24         |
| 8        | Lando Norris       | McLaren-Mercedes      | 1:19,272  | +0,783    | 18         |
| 9        | Pierre Gasly       | AlphaTauri-Honda      | 1:19,374  | +0,885    | 26         |
| 10       | Kimi Räikkönen     | Alfa Romeo-Ferrari    | 1:19,415  | +0,926    | 26         |
| 11       | Cunoda Júki        | AlphaTauri-Honda      | 1:19,485  | +0,996    | 25         |
| 12       | Daniel Ricciardo   | McLaren-Mercedes      | 1:19,582  | +1,093    | 19         |
| 13       | Antonio Giovinazzi | Alfa Romeo-Ferrari    | 1:19,588  | +1,099    | 23         |
| 14       | Fernando Alonso    | Alpine-Renault        | 1:19,949  | +1,460    | 20         |
| 15       | Mick Schumacher    | Haas-Ferrari          | 1:20,033  | +1,544    | 22         |
| 16       | Lance Stroll       | Aston Martin-Mercedes | 1:20,090  | +1,601    | 17         |
| 17       | George Russell     | Williams-Mercedes     | 1:20,127  | +1,638    | 18         |
| 18       | Sebastian Vettel   | Aston Martin-Mercedes | 1:20,214  | +1,725    | 21         |
| 19       | Nicholas Latifi    | Williams-Mercedes     | 1:20,681  | +2,192    | 19         |
| 20       | Nyikita Mazepin    | Haas-Ferrari          | 1:20,690  | +2,201    | 20         |

## Időmérő edzés
A portugál nagydíj időmérő edzését május 1-jén, szombaton futották, magyar idő szerint 16:00-tól.
| helyezés              | rajtszám | versenyző          | csapat/motor          | 1. rész  | 2. rész  | 3. rész  | rajthely | futott kör |
| --------------------- | -------- | ------------------ | --------------------- | -------- | -------- | -------- | -------- | ---------- |
| 1                     | 77       | Valtteri Bottas    | Mercedes              | 1:18,722 | 1:18,458 | 1:18,348 | 1        | 23         |
| 2                     | 44       | Lewis Hamilton     | Mercedes              | 1:18,857 | 1:17,968 | 1:18,355 | 2        | 24         |
| 3                     | 33       | Max Verstappen     | Red Bull-Honda        | 1:19,485 | 1:18,650 | 1:18,746 | 3        | 20         |
| 4                     | 11       | Sergio Pérez       | Red Bull-Honda        | 1:19,337 | 1:18,845 | 1:18,890 | 4        | 22         |
| 5                     | 55       | Carlos Sainz Jr.   | Ferrari               | 1:19,309 | 1:18,813 | 1:19,039 | 5        | 23         |
| 6                     | 31       | Esteban Ocon       | Alpine-Renault        | 1:19,092 | 1:18,586 | 1:19,042 | 6        | 17         |
| 7                     | 4        | Lando Norris       | McLaren-Mercedes      | 1:18,794 | 1:18,481 | 1:19,116 | 7        | 24         |
| 8                     | 16       | Charles Leclerc    | Ferrari               | 1:19,373 | 1:18,769 | 1:19,306 | 8        | 29         |
| 9                     | 10       | Pierre Gasly       | AlphaTauri-Honda      | 1:19,464 | 1:19,052 | 1:19,475 | 9        | 26         |
| 10                    | 5        | Sebastian Vettel   | Aston Martin-Mercedes | 1:19,403 | 1:18,970 | 1:19,659 | 10       | 22         |
| 11                    | 63       | George Russell     | Williams-Mercedes     | 1:19,797 | 1:19,109 |          | 11       | 15         |
| 12                    | 99       | Antonio Giovinazzi | Alfa Romeo-Ferrari    | 1:19,410 | 1:19,216 |          | 12       | 19         |
| 13                    | 14       | Fernando Alonso    | Alpine-Renault        | 1:19,728 | 1:19,456 |          | 13       | 12         |
| 14                    | 22       | Cunoda Júki        | AlphaTauri-Honda      | 1:19,684 | 1:19,463 |          | 14       | 17         |
| 15                    | 7        | Kimi Räikkönen     | Alfa Romeo-Ferrari    | 1:19,748 | 1:19,812 |          | 15       | 19         |
| 16                    | 3        | Daniel Ricciardo   | McLaren-Mercedes      | 1:19,839 |          |          | 16       | 11         |
| 17                    | 18       | Lance Stroll       | Aston Martin-Mercedes | 1:19,913 |          |          | 17       | 10         |
| 18                    | 6        | Nicholas Latifi    | Williams-Mercedes     | 1:20,285 |          |          | 18       | 9          |
| 19                    | 47       | Mick Schumacher    | Haas-Ferrari          | 1:20,452 |          |          | 19       | 11         |
| 20                    | 9        | Nyikita Mazepin    | Haas-Ferrari          | 1:20,912 |          |          | 20       | 11         |
| 107%-os idő: 1:24,232 |          |                    |                       |          |          |          |          |            |

## Futam
A portugál nagydíj futama május 2-án, vasárnap rajtolt, magyar idő szerint 16:00-kor.
| helyezés | rajtszám | versenyző          | csapat/motor          | futott kör | idő/kiesés oka | rajthely | pont  |
| -------- | -------- | ------------------ | --------------------- | ---------- | -------------- | -------- | ----- |
| 1        | 44       | Lewis Hamilton     | Mercedes              | 66         | 1:34:31,421    | 2        | 25    |
| 2        | 33       | Max Verstappen     | Red Bull-Honda        | 66         | +29,148        | 3        | 18    |
| 3        | 77       | Valtteri Bottas    | Mercedes              | 66         | +33,530        | 1        | 16[1] |
| 4        | 11       | Sergio Pérez       | Red Bull-Honda        | 66         | +39,735        | 4        | 12    |
| 5        | 4        | Lando Norris       | McLaren-Mercedes      | 66         | +51,369        | 7        | 10    |
| 6        | 16       | Charles Leclerc    | Ferrari               | 66         | +55,781        | 8        | 8     |
| 7        | 31       | Esteban Ocon       | Alpine-Renault        | 66         | +1:03,749      | 6        | 6     |
| 8        | 14       | Fernando Alonso    | Alpine-Renault        | 66         | +1:04,808      | 13       | 4     |
| 9        | 3        | Daniel Ricciardo   | McLaren-Mercedes      | 66         | +1:15,369      | 16       | 2     |
| 10       | 10       | Pierre Gasly       | AlphaTauri-Honda      | 66         | +1:16,463      | 9        | 1     |
| 11       | 55       | Carlos Sainz Jr.   | Ferrari               | 66         | +1:18,955      | 5        |       |
| 12       | 99       | Antonio Giovinazzi | Alfa Romeo-Ferrari    | 65         | +1 kör         | 12       |       |
| 13       | 5        | Sebastian Vettel   | Aston Martin-Mercedes | 65         | +1 kör         | 10       |       |
| 14       | 18       | Lance Stroll       | Aston Martin-Mercedes | 65         | +1 kör         | 17       |       |
| 15       | 22       | Cunoda Júki        | AlphaTauri-Honda      | 65         | +1 kör         | 14       |       |
| 16       | 63       | George Russell     | Williams-Mercedes     | 65         | +1 kör         | 11       |       |
| 17       | 47       | Mick Schumacher    | Haas-Ferrari          | 64         | +2 kör         | 19       |       |
| 18       | 6        | Nicholas Latifi    | Williams-Mercedes     | 64         | +2 kör         | 18       |       |
| 19       | 9        | Nyikita Mazepin    | Haas-Ferrari          | 64         | +2 kör         | 20       |       |
| ki       | 7        | Kimi Räikkönen     | Alfa Romeo-Ferrari    | 1          | baleset        | 15       |       |

Megjegyzés:
- ↑ 1:  — Valtteri Bottas a helyezéséért járó pontok mellett a versenyben futott leggyorsabb körért további 1 pontot szerzett.

## A világbajnokság állása a verseny után
| H   | Versenyzők       | Pont | H   | Konstruktőrök         | Pont |
| --- | ---------------- | ---- | --- | --------------------- | ---- |
| 1.  | Lewis Hamilton   | 69   | 1.  | Mercedes              | 101  |
| 2.  | Max Verstappen   | 61   | 2.  | Red Bull-Honda        | 83   |
| 3.  | Lando Norris     | 37   | 3.  | McLaren-Mercedes      | 53   |
| 4.  | Valtteri Bottas  | 32   | 4.  | Ferrari               | 42   |
| 5.  | Charles Leclerc  | 28   | 5.  | Alpine-Renault        | 13   |
| 6.  | Sergio Pérez     | 22   | 6.  | AlphaTauri-Honda      | 9    |
| 7.  | Daniel Ricciardo | 16   | 7.  | Aston Martin-Mercedes | 5    |
| 8.  | Carlos Sainz Jr. | 14   | 8.  | Alfa Romeo-Ferrari    | 0    |
| 9.  | Esteban Ocon     | 8    | 9.  | Williams-Mercedes     | 0    |
| 10. | Pierre Gasly     | 7    | 10. | Haas-Ferrari          | 0    |

(A teljes táblázat)

## Statisztikák
- Vezető helyen:
  - Valtteri Bottas: 19 kör (1-19)
  - Lewis Hamilton: 34 kör (20-37 és 51-66)
  - Sergio Pérez: 13 kör (38-50)
- Valtteri Bottas 17. pole-pozíciója és 17. versenyben futott leggyorsabb köre.
- Lewis Hamilton 97. futamgyőzelme.
- A Mercedes 117. futamgyőzelme.
- Lewis Hamilton 168., Max Verstappen 45., Valtteri Bottas 58. dobogós helyezése.